# Jeff Powell
Jeffrey „Jeff“ Howard Campbell Powell (* 13. Mai 1976 in Winnipeg) ist ein ehemaliger kanadischer Ruderer, der zwei Weltmeistertitel im Achter gewann.
Der etwa 1,95 m große Jeff Powell vom Winnipeg Rowing Club belegte bei den Weltmeisterschaften 2001 in Luzern mit dem kanadischen Achter den sechsten Platz. 2002 siegte der Achter in der Besetzung Matt Swick, Kevin Light, Ben Rutledge, Kyle Hamilton, Joseph Stankevicius, Andrew Hoskins, Adam Kreek, Jeff Powell und Steuermann Brian Price bei den Weltmeisterschaften in Sevilla. Mit David Calder für Matt Swick verteidigten die Kanadier ihren Titel bei den Weltmeisterschaften 2003 in Mailand. Nach Siegen in München und Luzern im Weltcup 2004 erreichten die Kanadier bei der Olympischen Regatta in Athen nur den fünften Platz.